# 東洋大学赤羽台キャンパス

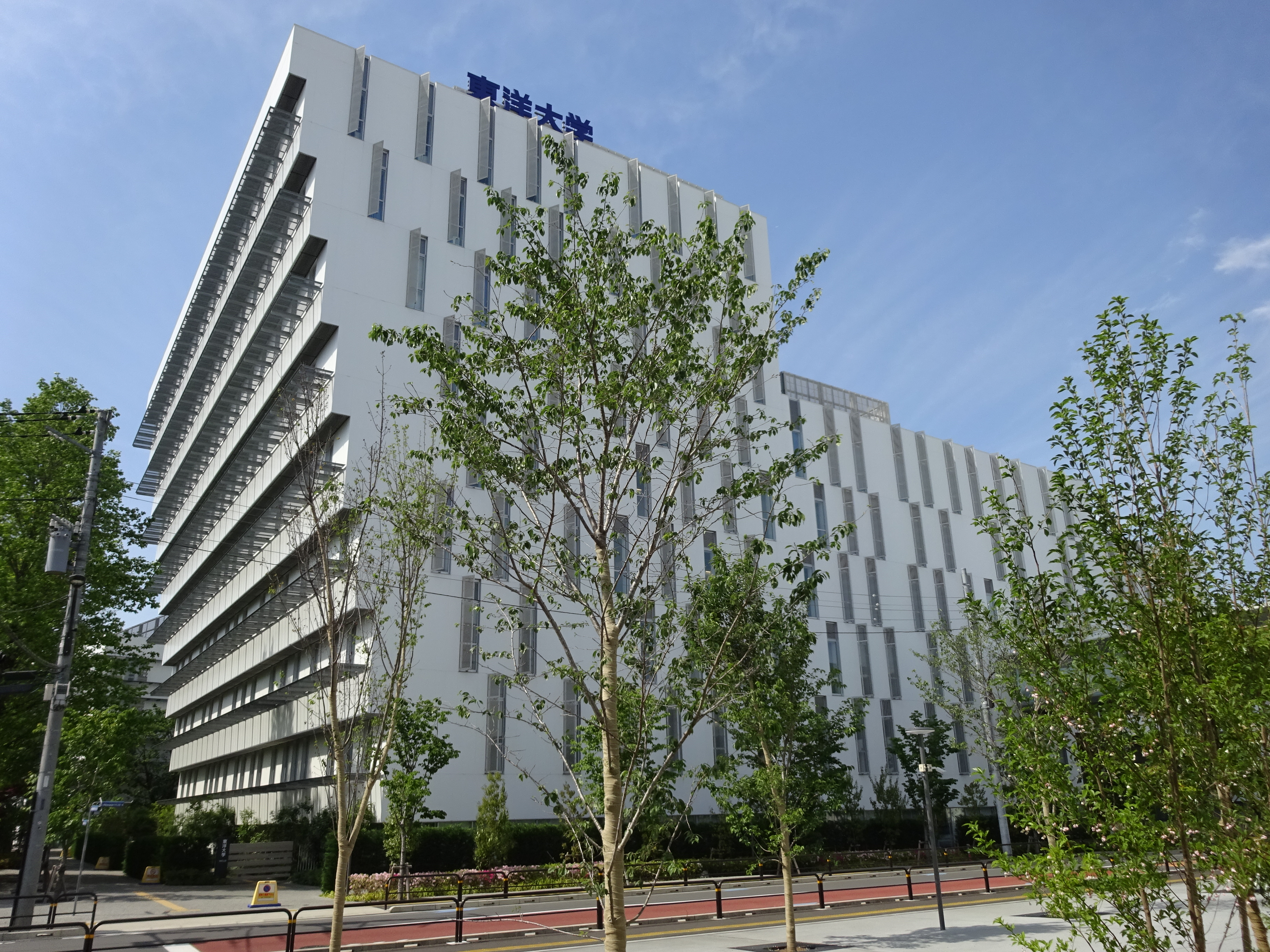
赤羽台キャンパス

東洋大学赤羽台キャンパス（とうようだいがくあかばねだいキャンパス）は、東京都北区にある東洋大学のキャンパスである。

## 概要
旧北区立赤羽台中学校の跡地に建設された新キャンパスである。当初は東洋大学川越キャンパスにある総合情報学部を移転する予定であったが中止し、2017年に新たに情報連携学部、大学院情報連携学研究科を設置、学部長には坂村健が就任した。建築設備・内装・建築総合プロデュースも坂村の手による。設計は隈研吾建築都市設計事務所、施工は戸田建設。周辺は赤羽台団地となっている。
赤羽台キャンパスの敷地面積は、20,046.46 ㎡。

## 沿革
- 2006年（平成18年）3月 - 北区立赤羽台中学校が閉校。
- 2010年（平成22年）10月 - 赤羽台中学校の土地と校舎を購入。
- 2011年 - 京北中学校・高等学校および京北学園白山高等学校(京北学園白山高等学校は、この年まで)の仮校舎として利用（2015年まで）。
- 2017年（平成29年）4月 - 東洋大学赤羽台キャンパス開校。東洋大学情報連携学部の設置。
- 2018年（平成30年）12月 - 2023年開設予定の福祉社会デザイン学部・健康スポーツ科学部用キャンパスとして、キャンパスの隣接地(北区赤羽台1丁目1番1、面積4,722.10平方メートル及び東京都北区赤羽台1丁目1番28、面積15,837.10平方メートル)を購入。[1]
- 2021年（令和3年）4月 - 東洋大学朝霞キャンパスからライフデザイン学部が移転。これにより2024年に生命科学部、食環境科学部と理工学部 生体医工学科が移転するまでの間、朝霞キャンパスは体育施設のみ残置となっていた。
- 2023年（令和5年）4月 - ライフデザイン学部が福祉社会デザイン学部・健康スポーツ科学部に改編。

## 施設
- INIAD HUB-1：学部長の坂村健が提唱しプロジェクトリーダーを務めるTRONプロジェクトのコンセプトに基づき様々な設備や機器がネットワークに接続されている最先端のIoTキャンパス。接続されている機器はAPIで制御されており、学内のLANからアクセスし、ネットワーク経由でコンピューターやスマートフォンから管理、制御できる。INIADは「Faculty of Information Networking for Innovation and Design」の略称である。
- WELLB HUB-2：2021年4月開設。地下1階・地上9階建て。
- 体育館 HELSPO HUB-3：2023年4月開設。
- 国際学生寮 AI-House HUB-4：2022年4月開設。地上5階建て、約300名収容可能。

## 最寄駅・バス停
- 赤羽駅、赤羽岩淵駅から国際興業

## 学部
- 情報連携学部
  - 情報連携学科
- 福祉社会デザイン学部
  - 社会福祉学科
  - 子ども支援学科
  - 人間環境デザイン学科
- 健康スポーツ科学部
  - 健康スポーツ科学科
  - 栄養科学科

## 大学院
- 情報連携研究科
  - 情報連携学専攻
- 社会福祉学研究科
  - 社会福祉学専攻
- ライフデザイン学研究科
  - 生活支援学専攻
  - ヒューマンライフ学専攻
  - 人間環境デザイン専攻
- 健康スポーツ科学研究科
  - 健康スポーツ科学専攻
  - 栄養科学専攻